# 両兵衛
両兵衛（りょうべえ）とは、豊臣秀吉（羽柴秀吉）に仕えた2人の軍師・竹中重治（半兵衛）と黒田孝高（官兵衛）を指した名称で、二兵衛（にへえ）とも呼ばれる。しかし、この2人が同時に秀吉に仕えた時期は播磨攻めの短い期間でしかなかったこともあったため、後世になって呼ばれた呼称といわれている。
重治は美濃出身で、近江に地縁的なつながりをもつ人物であったことから秀吉の対浅井氏との戦いで活躍した。孝高は播磨の出身で地元の有力豪族小寺氏の縁者でもあり、秀吉の播磨平定戦や毛利氏との戦いにおいて活躍した。重治は播磨平定戦の途上で病没するも、孝高はその後も大名となった秀吉の配下として活躍し、九州において大名となり秀吉没後の関ヶ原の戦いにおいても功績を挙げた。
ちなみに孝高は天正6年（1578年）の有岡城の戦いにおいて荒木村重の説得に失敗し拘束されるが、織田信長に寝返りを疑われ人質の松寿丸（黒田長政）が処刑される寸前に機転を利かせて匿ったのが重治である。自身の命や竹中家を危険に晒してまで信長の命令に逆らっている事から、同僚として過ごした期間は短くとも両者の間には親密な交友があったことがうかがえる。その恩に応えるためか、孝高は重治の病没後に嫡子の重門の後見役を務めた。

## 該当者

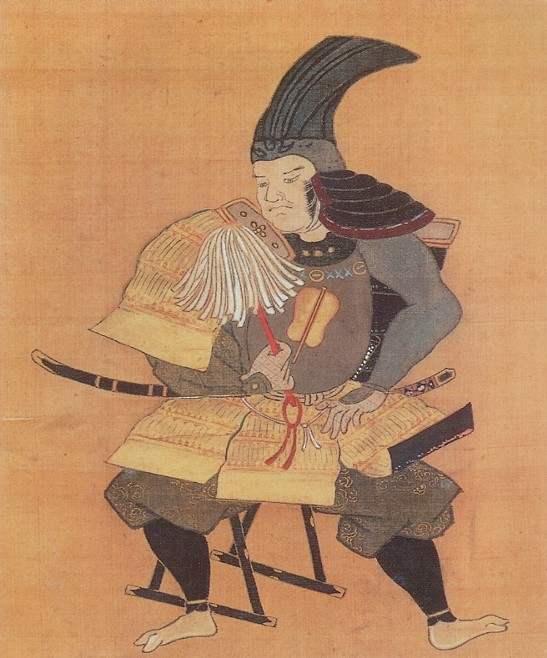
竹中重治 （1544年 - 1579年）
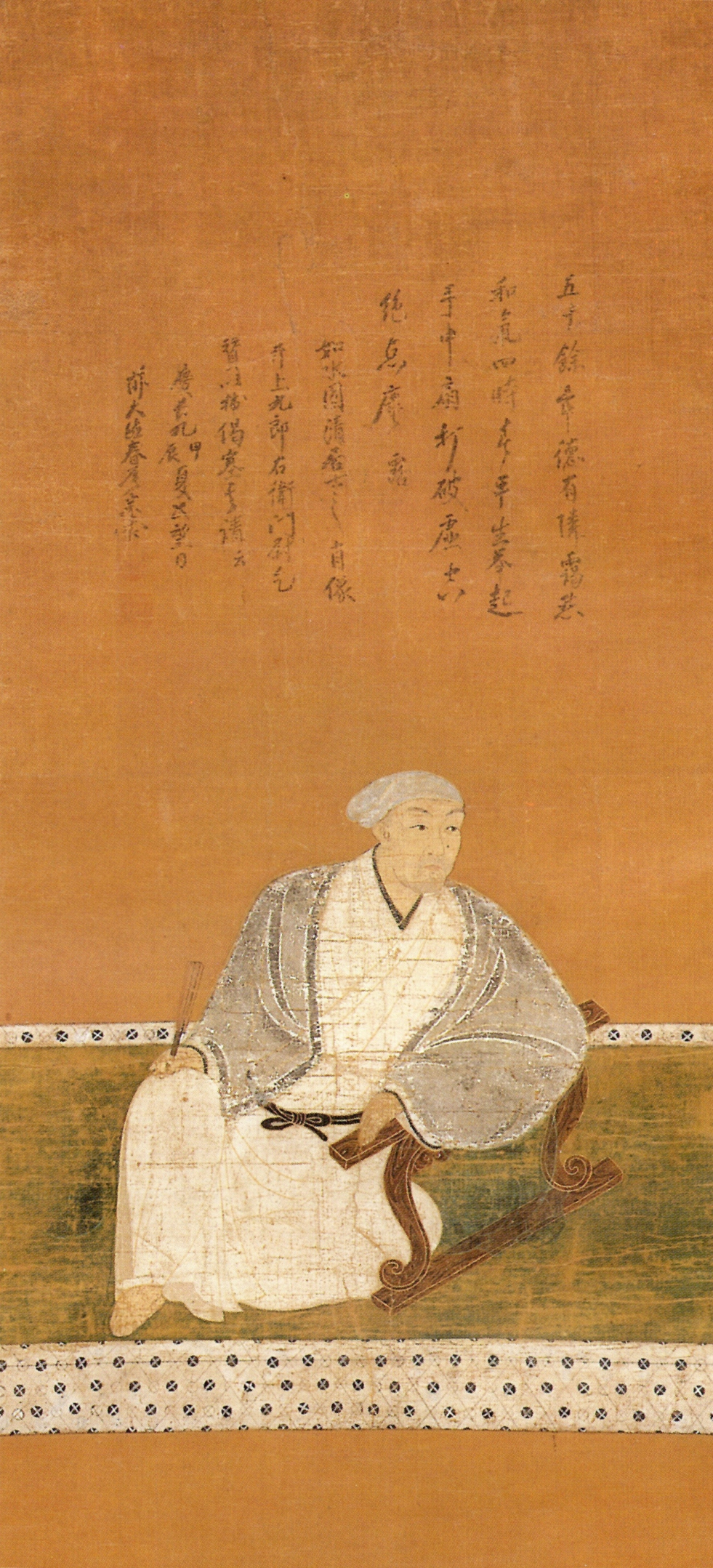
黒田孝高 （1546年 - 1604年）

## 関連事項
- 戦国鍋TV - 両兵衛とB'zをパロディにしたユニット「兵衛'z」が登場する。
- 戦国疾風伝 二人の軍師 秀吉に天下を獲らせた男たち - 2011年、テレビ東京新春ワイド時代劇として両兵衛をテーマにしたTVドラマ。